# Saison 3 de Legends of Tomorrow
Chronologie
Saison 2 Saison 4
La troisième saison de Legends of Tomorrow, série télévisée américaine dérivée d’Arrow et Flash, est diffusée entre le 10 octobre 2017 et le 9 avril 2018 sur The CW, aux États-Unis.

## Synopsis
Après avoir vaincu la Legion of Doom, les Légendes ont découvert qu'ils ont brisé le temps. Ils décident alors d'explorer cette nouvelle réalité pour remettre les choses en place avec l'aide du Bureau Temporel, une nouvelle agence protectrice du temps fondée par Rip Hunter. Ils seront à nouveau confrontés à Damien Darhk et à sa fille Nora, qui veulent ressusciter un démon temporel...

## Distribution

### Acteurs principaux
- Victor Garber (VF : Gabriel Le Doze) : Pr Martin Stein / Firestorm (épisodes 1 à 8)
- Brandon Routh (VF : Adrien Antoine) : Raymond « Ray » Palmer / The Atom
- Caity Lotz (VF : Anne-Charlotte Piau) : Sara Lance / White Canary
- Franz Drameh (VF : Eilias Changuel) : Jefferson « Jax » Jackson / Firestorm (épisodes 1 à 9 et 18)
- Amy Pemberton (VF : Elsa Davoine) : Gideon (voix et incarnation)
- Dominic Purcell (VF : Éric Aubrahn) : Mick Rory / Heat Wave (en)
- Nick Zano (VF : Jean-François Cros) : Nathaniel Heywood / Steel
- Maisie Richardson-Sellers (VF : Célia Rosich) : Amaya Jiwe / Vixen
- Tala Ashe (VF : Ariane Aggiage) : Zari Adrianna Tomaz / Isis (à partir de l'épisode 3)
- Neal McDonough (VF : Bruno Dubernat) : Damien Darhk
- Keiynan Lonsdale (VF : Alex Fondja) : Wally West / Kid Flash (épisodes 1 et 11 à 18)

### Acteurs récurrents
- Jes Macallan (VF : Gaëlle Savary) : Ava Sharpe, agent du Bureau Temporel (13 épisodes)
- Courtney Ford (VF : Sara Viot) : Eleanor "Nora" Darhk, la fille de Damien Darhk (10 épisodes)
- Adam Tsekhman (VF : Alexis Victor) : Gary Green, agent du Bureau Temporel (9 épisodes)
- Arthur Darvill (VF : Jean-Christophe Dollé) : Rip Hunter (7 épisodes)
- Tracy Ifeachor (VF : Olivia Luccioni) : Kuasa (7 épisodes)
- John Noble (VF : Patrick Messe) : voix originale de Mallus (7 épisodes)
- Wentworth Miller (VF : Xavier Fagnon) : Leonard Snart / Citizen Cold (Terre-X) (3 épisodes)

### Invités
- Simon Merrells (en) (VF : Frédéric van den Driessche) : Jules César (épisode 1)
- Billy Zane (VF : Jean-Pierre Michael) : Phineas Taylor Barnum (épisode 2)
- Susie Abromeit (VF : Marie Chevalot) : la mère de Ray (épisode 4)
- Bar Paly : Hélène de Troie (épisodes 6 et 18)
- David Sobolov (en) : voix originale de Grodd (épisodes 7 et 17)
- Katia Winter (VF : Laura Felpin) : Freydis Eriksdottir (épisodes 9 et 18)
- Jonathan Cake (VF : Patrick Borg) : Edward Teach / Barbe-Noire (épisodes 12 et 18)
- Matthew MacCaull (VF : Damien Boisseau) : Henry Heywood / Commander Steel (épisode 15)
- John Noble (VF : Patrick Messe) : lui-même (épisode 17)
- Jason Merrells (VF : Vincent Grass) : Jules César (épisode 18)

### Invités des séries dérivées et / ou du même univers
- Echo Kellum (VF : Valentin Merlet) : Curtis Holt / Mr Terrific (épisode 5 et 8)
- Stephen Amell (VF : Sylvain Agaësse) : Oliver Queen / Green Arrow (épisode 8)
- Melissa Benoist (VF : Zina Khakhoulia) : Kara Danvers / Supergirl (épisodes 8)
- Tom Cavanagh (VF : Serge Faliu) : Eobard Thawne (épisode 8)
- Rick Gonzalez (VF : Paolo Domingo) : Rene Ramirez / Wild Dog (épisode 8)
- Grant Gustin (VF : Alexandre Gillet) : Barry Allen / Flash (épisode 8)
- Juliana Harkavy (VF : Anne O'Dolan) : Dinah Drake / Black Canary (épisode 8)
- Chyler Leigh (VF : Véronique Desmadryl) : Alexandra « Alex » Danvers (épisode 8)
- Danielle Panabaker (VF : Marie Diot) : Dr Caitlin Snow / Killer Frost (épisode 8)
- Candice Patton (VF : Jessica Monceau) : Iris West (épisode 8)
- David Ramsey (VF : Namakan Koné) : John « Dig » Diggle (épisode 8)
- Emily Bett Rickards (VF : Aurore Bonjour) : Felicity Smoak / Overwatch (épisode 8)
- Carlos Valdes (VF : Antoine Schoumsky) : Francisco « Cisco » Ramon / Vibe (épisode 8)
- Russell Tovey : Raymond « Ray » Terrill / The Ray (épisode 8)
- Matt Ryan (VF : Axel Kiener) : John Constantine (épisodes 9, 10, 15 et 18)
- Violett Beane (VF : Alexandra Ansidei) : Jesse Wells (épisode 15)

## Production

### Développement
Le 8 janvier 2017, la série a été renouvelée pour une troisième saison.
Lors du Comic Con de San Diego, un trailer est dévoilé.
Le 2 août 2017, il a été annoncé que le cross-over avec les séries The CW Supergirl, Arrow ainsi que Flash sera diffusé le mardi 28 novembre.

### Casting
Le 6 juin 2017, Tala Ashe est sélectionnée pour jouer Zari Adrianna Tomaz alias Isis, une hacktiviste américaine musulmane venant de 2042. L'actrice aura le statut d'actrice principale.
Le 14 juin 2017, Billy Zane a obtenu le rôle de P.T. Barnum. (ce qui fait une retrouvaille avec l'acteur Victor Garber avec qui il a joué dans le film Titanic).
En juillet 2017, toute la distribution principale est confirmée pour faire son retour. Lors du Comic-Con de San Diego, les producteurs Marc Guggenheim et Phil Klemmer, annoncent le retour de Wentworth Miller (Leonard Snart / Captain Cold) et Arthur Darvill (Rip Hunter) pour des rôles récurrents. Neal McDonough (Damien Darhk) obtient quant à lui le statut d'acteur principal.
Le 1er août 2017, Jes Macallan a obtenu le rôle de Ava Sharpe, un agent du Time Bureau.
Le 4 août 2017, Simon Merrells a obtenu le rôle de Jules César.
Le 17 août 2017, Susie Abromeit obtient le rôle de la mère de Ray Palmer.
Le 31 août 2017, Courtney Ford la conjointe de Brandon Routh, obtient le rôle récurrent d'Eleanor, la fille de Damien Darhk.
Le 6 octobre 2017 , Phil Klemmer un des producteurs de la série annoncé que l'acteur Matt Ryan reprendra son rôle de John Constantine lors des épisodes 9 et 10. Cinq jours plus tard, Victor Garber annonce son départ de la série.
En novembre 2017, Wentworth Miller (Leonard Snart / Captain Cold) annonce qu'il réapparaîtra encore une toute dernière fois dans les séries DC: Legends of Tomorrow et Flash.
En janvier 2018, la production annonce que Keiynan Lonsdale qui interprète Wally West / Kid Flash depuis la seconde saison de Flash, rejoint la saison 3 à partir du treizième épisode dans un rôle régulier.
En février 2018, l'acteur Nick Zano dévoile sur le réseau Instagram le retour de Matt Ryan qui reprendra son rôle de John Constantine pour le quinzième épisode.

### Diffusions
Aux États-Unis, la saison a été diffusée juste après Flash à partir du 10 octobre 2017 sur The CW et en simultané sur CTV Two au Canada.

## Liste des épisodes

### Épisode 1:La Surprise de César
- États-Unis /  Canada : 10 octobre 2017 sur The CW / CTV Two
- France : 8 septembre 2018 sur CStar

- États-Unis : 1,71 million de téléspectateurs[12] (première diffusion)

- Arthur Darvill (Rip Hunter)
- Keiynan Lonsdale (Wally West / Kid Flash)
- Christina Brucato (Lily Stein)
- Jes Macallan (Ava Sharpe)
- Adam Tsekhman (Gary Green)
- Nils Hognestad (le roi Arthur)
- Simon Merrells (Jules César)
- Hiro Kanagawa (Wilbur Burnett)
- Landon Jackle (Kyle Fedak)

Six mois se sont écoulés. Rip Hunter a fondé une nouvelle agence, le Bureau Temporel, afin d'éradiquer les anachronismes, c'est-à-dire les personnes, objets ou créatures présentes dans une époque qui n'est pas la leur. Ray Palmer travaille pour une start-up de la Silicon Valley tandis que Sara Lance travaille comme employée dans un supermarché de Star City. Nate, avec l'aide de Kid Flash, continue d'utiliser ses pouvoirs pour combattre le crime à Central City. Quant à Jefferson et au professeur Stein, ils coulent une vie paisible à Central City, ce dernier appréciant le fait de devenir bientôt grand-père. Mick se livre aux douceurs du farniente sur la plage d'Aruba.
C'est justement là-bas que Mick, croyant avoir affaire à un employé, l'invective en demandant de lui apporter un autre cocktail. En ôtant ses lunettes de soleil, il s'aperçoit que l'ombre en face de lui n'est autre que celle de Jules César, arguant conquérir le monde connu. Après avoir ligoté l'empereur, Mick contacte aussitôt Sara, qui réunit Ray et Nathaniel pour s'occuper du problème. Ensemble, ils se rendent à l'Agence du Bureau Temporel afin de signaler l'anachronisme à Rip, mais ce dernier est contrarié par les retombées de leurs dernières actions : en venant à bout de la Legion of Doom, ils ont également brisé le temps, ce qui a causé les anachronismes. Par conséquent, Rip ne leur fait plus confiance et ne souhaite plus les voir voyager dans le temps, ayant par ailleurs confisqué le Waverider qui sert de simulateur à ses agents.
Toutefois, les Légendes refusent de rester sur la touche. Ils reprennent leur vaisseau par la force et rejoignent Mick. Mais entre-temps César s'est enfui et se retrouve parmi des lycéens en vacances. Après avoir capturé de nouveau l'évadé du temps, le groupe retourne dans le passé pour remettre César à son époque. Croyant avoir réussi leur mission, un nouveau contretemps fait place : le régent a dérobé le livre de Nathaniel sur l'avenir de Rome et a par conséquent réécrit l'histoire en conquérant le monde connu. C'est à ce moment que Rip et son équipe arrivent pour reprendre l'affaire en main. Mais au moment de s'emparer de l'ouvrage, l'agent Ava Sharpe est enlevée. L'équipe des Légendes intervient et bat aisément César et ses soldats.
- Première apparition dans la série de Keiynan Lonsdale, de Jes Macallan et d'Adam Tsekhman.

### Épisode 2:La Foire aux monstres
- États-Unis /  Canada : 17 octobre 2017 sur The CW / CTV Two
- France : 8 septembre 2018 sur CStar

- États-Unis : 1,58 million de téléspectateurs[13] (première diffusion)

- Jes Macallan (Ava Sharpe)
- Adam Tsekhman (Gary Green)
- Billy Zane (Phineas Taylor Barnum)
- Tracy Ifeachor (Kuasa)
- Christa Andersen (Hildy, la femme à barbe)
- Avionne Dean (Foyinsola)
- Lincoln Hall (L'enfant)
- Paul Lazenby (Le clown bourru)
- C. Ernst Harth (Clown)
- Robert Underwood (Le père)
- Shawn Stewart (Le grand citadin)
- Keri Adams (Bethany Snow)
- Jason William Day (B'wana Beast)
- John Ennis Graham (Le soldat belge)

- Dans le Waverider, Ray fait référence au Titanic comme étant un bon endroit pour diner. Martin s'insurge alors, affirmant que son concepteur devrait être exécuté, compte tenu du fiasco qu'à été le voyage inaugural du paquebot. Victor Garber, qui incarne le Dr Stein dans la série, jouait Thomas Andrews (le dit concepteur) dans le film de James Cameron.
- Les références à la sage Retour vers le Futur sont nombreuses. Dans cet épisode, lorsque Nate rêvasse, au début de l'épisode, Jax dit "Allo ! Y a personne au bout du fil Mc Fly !"

Voir sur https://citations.ouest-france.fr/citation-film-retour-vers-le-futur/allo-allo-personne-bout-fil-62364.html
- Bethany Snow, reporter vue dans les séries Arrow et Flash fait une courte apparition.
- Un des membres de la troupe de Barnum ressemble beaucoup au super héros B'wana Beast créé par Bob Haney et Mike Sekowsky en 1967[14].

### Épisode 3:Voyages interdits
- États-Unis /  Canada : 24 octobre 2017 sur The CW / CTV Two
- France : 15 septembre 2018 sur CStar

- États-Unis : 1,43 million de téléspectateurs[15] (première diffusion)

- Jes Macallan (Ava Sharpe)
- Adam Tsekhman (Gary Green)
- Tracy Ifeachor (Kuasa)
- Joy Richardson (L'ancêtre d'Amaya)
- Jack Fisher (Ray Palmer enfant)
- Dalias Blake (Le garde)
- Rick Pearce (Transporteur)
- Oliver Burmingham (La petite brute)
- Gerald Paetz (Le routier)
- Phillip Mitchell (L'agent d'ARGUS)

- Tala Ashe rejoint la distribution principale à partir de cet épisode.
- Nate dit à Zari "Venez avec moi si vous voulez vivre", une réplique culte de Terminator 2 : Le Jugement dernier déjà utilisée par Ray en saison 1.
- Mick est ravi de participer à une évasion, "prison break" en langue originale. L'acteur Dominic Purcell a joué le rôle de Lincoln Burrows dans la série Prison Break.
- Lors de la fausse évasion du frère de Zari, celle-ci affirme que son frère est dans la cellule 4587. Or, c'est également le numéro de prisonnier d'Oliver Queen dans la saison 7 d'Arrow.

### Épisode 4:Téléphone maison
- États-Unis /  Canada : 31 octobre 2017 sur The CW / CTV Two
- France : 15 septembre 2018 sur CStar

- États-Unis : 1,38 million de téléspectateurs[16] (première diffusion)

- Jack Fisher (Ray Palmer enfant)
- Susie Abromeit (Madame Palmer)
- Paul Becker (Le Messager)
- Christina Brucato (Lily Stein)
- Cissy Jones (La Reine des Dominateurs)
- Marc Graue (Voix originale de Gumball)
- Jacob Richter (Lunettes)
- Missy Cross (Walkie)
- Forrest Rozitis (Ty)
- Joel Sturrock (Shooter)
- Oliver Birmingham (Gus, la petite brute)

- Lors du premier saut temporel pour Zari, elle parle en verlan dans la version française. Dans la version originale, l'actrice Tala Ashe parle en français.
- Lorsqu'il était jeune, Ray habitait à Ivy Town, la ville où Oliver et Felicity sont partis s'installer entre les saisons 3 et 4 d'Arrow.
- Lorsque Zari tente de parler au jeune Ray, qui s'est enfui avec le bébé Dominator, Zari appelle Ray "seigneur Galahad" en référence à Galaad, le chevalier de la Table ronde. Les Légendes ont croisé ce personnage dans l'épisode 12 de la saison 2.
- Dans cet épisode, nous retrouvons "Lunettes", un agent fédéral, rencontré lors du crossover Invasion !, à la mi-saison.
- Les références au film E.T., l'extra-terrestre sont nombreuses : le bébé Dominator qui est dans le placard, parmi les peluches ; le fait que Ray jeune et l'alien soient pourchassés par des agents ; le fait que seul Ray jeune fait confiance et comprend l'alien ; les vélos qui volent dans le ciel.
- L'enfant de Lily, qui est la fille de Martin, s'appelle Ronnie, le même prénom que Ronnie Raymond, le premier à avoir été la moitié du super-héros atomique Firestorm avec Stein.
- Dans cet épisode, c'est la première fois que Zari est vu dans son costume de super-héros. On ne la voit qu'une seule autre fois, lors du crossover Crisis on Earth-X, dans un costume sombre cette fois.

### Épisode 5:Entretien avec un vampire
- États-Unis /  Canada : 7 novembre 2017 sur The CW / CTV Two
- France : 22 septembre 2018 sur CStar

- États-Unis : 1,52 million de téléspectateurs[17] (première diffusion)

- Arthur Darvill (Rip Hunter)
- Echo Kellum (Curtis Holt)
- Courtney Ford (Eleanor Darhk)
- Jes Macallan (Ava Sharpe)
- John Noble (Voix originale de Mallus)
- Christina Brucato (Lily Stein)
- Hiro Kanagawa (Directeur Bennett)
- Jonathan Alexander (Laborantin)
- Apollo Scott (L'orphelin)
- John Shaw (Le médecin légiste)
- Tayla Holborow (La prostituée irlandaise)
- Neal McDonough (Damien Darhk)

- Neal McDonough fait son retour dans cet épisode mais n'est pas crédité comme acteur régulier.
- Durant l'épisode, on entend à plusieurs reprises la musique Return of the Mack (en). Le titre de l'épisode y fait référence.

### Épisode 6:La Belle Hélène de Troie
- États-Unis /  Canada : 14 novembre 2017 sur The CW / CTV Two
- France : 22 septembre 2018 sur CStar

- États-Unis : 1,53 million de téléspectateurs[18] (première diffusion)

- Neal McDonough (Damien Darhk)
- Courtney Ford (Eleanor Darhk)
- Tracy Ifeachor (Kuasa)
- Celia Massingham (Hedy Lamarr)
- Bar Paly (Hélène de Troie)
- Samuel Vincent (Arnold Coleson)
- Todd Thomson (Eddie Rothberg)
- Andy Thompson (Cecil B. DeMille)

- Dans la scène du studio de cinéma, Zari tient une pomme en référence à la pomme de la discorde.

- L'île où Zari dépose Hélène est Themyscira, le foyer des Amazones et de la super-héroïne Wonder Woman.

### Épisode 7:Voyage au bout de l'enfer
- États-Unis /  Canada : 21 novembre 2017 sur The CW / CTV Two
- France : 29 septembre 2018 sur CStar

- États-Unis : 1,48 million de téléspectateurs[19] (première diffusion)

- Neal McDonough (Damien Darhk)
- Evan Jones (Dick Rory)
- David Sobolov (voix originale de Gorilla Grodd)
- Dianne Doan (Anh Ly)
- Peter Hall (Lyndon B. Johnson)
- Lawrence Green (Isaac Newton)
- Christine Lippa (Marie Curie)
- Sacha M. Romalo (Galilée)
- Michael Kiapway (Ryan Sanders)
- Christopher Coutts (Petey Adams)

### Épisode 8:Terre-X: Libérations
- États-Unis /  Canada : 28 novembre 2017 sur The CW / CTV Two
- France : 29 septembre 2018 sur CStar

- États-Unis : 2,8 millions de téléspectateurs[20] (première diffusion)

- Stephen Amell (Oliver Queen / Green Arrow / Dark Arrow)
- David Ramsey (John Diggle)
- Emily Bett Rickards (Felicity Smoak)
- Tom Cavanagh (Dr Harrison Wells / Eobard Thawne / Dark Flash)
- Chyler Leigh (Alex Danvers)
- Candice Patton (Iris West)
- Danielle Panabaker (Caitlin Snow / Killer Frost)
- Carlos Valdes (Cisco Ramon / Vibe)
- Echo Kellum (Curtis Holt / Mr Terrific)
- Rick Gonzalez (Rene Ramirez / Wild Dog)
- Juliana Harkavy (Dinah Drake / Black Canary)
- Melissa Benoist (Kara Danvers / Supergirl / Overgirl)
- Grant Gustin (Barry Allen / Flash)
- Wentworth Miller (Leonard Snart / Citizen Cold)
- Russell Tovey (Ray Terrill / The Ray)
- Christina Brucato (Lily Stein)
- Isabella Hofmann (Clarissa Stein)

- Cet épisode est la dernière partie du crossover Crisis on Earth-X, débuté dans la série Supergirl (saison 3, épisode 8), suivi d'Arrow (saison 6, épisode 8) et de Flash (saison 4, épisode 8).
- Cet épisode marque le départ de l'acteur Victor Garber. Il reviendra dans l'épisode 3 de la saison 7, qui est le 100e épisode de la série.

### Épisode 9:Le Dieu de la guerre
- États-Unis /  Canada : 5 décembre 2017 sur The CW / CTV Two
- France : 6 octobre 2018 sur CStar

- États-Unis : 1,61 million de téléspectateurs[21] (première diffusion)

- Courtney Ford (Nora Darhk)
- Jes Macallan (Ava Sharpe)
- Graeme McComb (Martin Stein jeune)
- Neal McDonough (Damien Darhk)
- Wentworth Miller (Leonard Snart / Citizen Cold)
- Scott Patey (Chuck)
- Matt Ryan (John Constantine)
- Katia Winter (Freydis Eiriksdottir)

- Cet épisode signe la première apparition de Matt Ryan dans la série, ainsi que le départ de Franz Drameh. L'acteur reviendra dans le dernier épisode de cette saison avant de réapparaître dans l'épisode 3 de la saison 7, épisode 100 de la série.
- Cet épisode est le dernier diffusé avant la pause hivernale, aux États-Unis.

### Épisode 10:Délivre-nous du mal
- États-Unis /  Canada : 12 février 2018 sur The CW[22] / CTV Two
- France : 6 octobre 2018 sur CStar

- États-Unis : 1,508 million de téléspectateurs[23] (première diffusion)

- Madeleine Arthur (Nora Darhk jeune)
- Courtney Ford (Eleanor Darhk)
- Jes Macallan (Ava Sharpe)
- Neal McDonough (Damien Darhk)
- Marilyn Norry (Dr Ellen Moore)
- Matt Ryan (John Constantine)
- Wentworth Miller (Leonard Snart / Citizen Cold)
- Tracy Ifeachor (Kuasa)

### Épisode 11:Une heure sans fin
- États-Unis /  Canada : 19 février 2018 sur The CW / CTV Two
- France : 13 octobre 2018 sur CStar

- États-Unis : 1,403 million de téléspectateurs[24] (première diffusion)

- Arthur Darvill (Rip Hunter)
- Keiynan Lonsdale (Wally West / Kid Flash)

### Épisode 12:Le Secret du totem maudit
- États-Unis /  Canada : 26 février 2018 sur The CW / CTV Two
- France : 13 octobre 2018 sur CStar

- États-Unis : 1,511 million de téléspectateurs[25] (première diffusion)

- Arthur Darvill (Rip Hunter)
- Keiynan Lonsdale (Wally West / Kid Flash)
- Jonathan Cake (Barbe noire)
- Cecilia Deacon (Anne Queen)

- Wally dit ne vivre que pour les 400 mètres d'une course, une réplique de Dominic Toretto dans le premier opus de la saga Fast and Furious.

### Épisode 13:Quel père, quelle fille
- États-Unis /  Canada : 5 mars 2018 sur The CW / CTV Two
- France : 20 octobre 2018 sur CStar

- États-Unis : 1,192 million de téléspectateurs[26] (première diffusion)

- Neal McDonough (Damien Darhk)
- Arthur Darvill (Rip Hunter)
- Jes Macallan (Ava Sharpe)
- Adam Tseekhman (Agent Gary Green)
- Courtney Ford (Eleanor Darhk)
- Tracy Ifeachor (Kuasa)
- Adrian Hough (Bernhardt Vogel)
- Hiro Kanagawa (Wilbur Bennett)
- Chris Carson (Alan)

- C'est la seconde fois dans la série qu'il est fait mention de l'invention de la fusion froide. En saison 2 (épisode 16), Eobard Thawne dit avoir inventé la fusion froide.

### Épisode 14:La Genèse du rock
- États-Unis /  Canada : 12 mars 2018 sur The CW / CTV Two
- France : 20 octobre 2018 sur CStar

- États-Unis : 1,26 million de téléspectateurs[27] (première diffusion)

- Luke Bilyk (Elvis Presley / Jesse Presley)
- Geoffrey Blake (Lucius Presley)
- Kelly Ann Woods (Gladys Presley, la mère d'Elvis)

### Épisode 15:Le Huitième Passager
- États-Unis /  Canada : 19 mars 2018 sur The CW / CTV Two
- France : 27 octobre 2018 sur CStar

- États-Unis : 1,25 million de téléspectateurs[28] (première diffusion)

- Matt Ryan (John Constantine)
- Violett Beane (Jesse Wells)
- Matthew MacCaull (Henry Heywood / Commander Steel)

### Épisode 16:L'Attaque des clones
- États-Unis /  Canada : 26 mars 2018 sur The CW / CTV Two
- France : 27 octobre 2018 sur CStar

- États-Unis : 1,28 million de téléspectateurs[29] (première diffusion)

- Neal McDonough (Damien Darhk)
- Jes Macallan (Ava Sharpe)
- Adam Tsekhman (Agent Gary Green)
- Courtney Ford (Eleanor Darhk)
- John Noble (Voix originale de Mallus)
- Tracy Ifeachor (Kuasa)
- Jan Bos (Randy Sharpe)
- Iris Quinn (Pam Sharpe)
- Eli Gabay (Chuck McCabe)

- Le titre anglophone peut faire référence au film I, robot, dont l'histoire est, sur plusieurs points, similaires à la trame de l'épisode. De plus, l'interface de Gideon n'est pas sans rappeler l'interface de VIKI, l'intelligence artificielle dans le film. De même, l'évolution de VIKI, qui considère les humains comme dangereux et choisit donc délibérément de les manipuler, Gideon va évoluer en ce sens. Enfin, la capacité de Sonny, un robot du film, à choisir ses actions sans être limité par les 3 lois de la robotique peut faire référence à la capacité d'Ava d'éprouver des émotions et de sortir de son rôle d'Ava-agent.

### Épisode 17:La Voix du seigneur
- États-Unis /  Canada : 2 avril 2018 sur The CW / CTV Two
- France : 3 novembre 2018 sur CStar

- États-Unis : 1,23 million de téléspectateurs[30] (première diffusion)

- Arthur Darvill (Rip Hunter)
- Neal McDonough (Damien Darhk)
- Jes Macallan (Ava Sharpe)
- Courtney Ford (Eleanor Darhk)
- John Noble (Lui-même / Voix originale de Mallus)
- David Sobolov (Voix originale de Gorilla Grodd)
- Erica Tazel (Esi Jiwe)
- Lovell Adams-Gray (Barack Obama)

- Dans cet épisode, Ray cri "Cours, Barry, cours", une phrase souvent entendue dans la série Flash, sauf que cette fois, il s'adresse à Barack Obama.

### Épisode 18:Le Bon, la Brute et le Tendre
- États-Unis /  Canada : 9 avril 2018 sur The CW / CTV Two
- France : 3 novembre 2018 sur CStar

- États-Unis : 1,41 million de téléspectateurs[31] (première diffusion)

- Neal McDonough (Damien Darhk)
- Arthur Darvill (Rip Hunter)
- Franz Drameh (Jefferson Jackson)
- Matt Ryan (John Constantine)
- Courtney Ford (Nora Darhk)
- Jes Macallan (Ava Sharpe)
- Tracy Ifeachor (Kuasa)
- John Noble (Voix originale de Mallus)
- Adam Tsekhman (Gary Green)
- Johnathon Schaech (Jonah Hex)
- Jonathan Cake (Barbe-Noire)
- Bar Paly (Hélène de Troie)
- Katia Winter (Freydis Eiriksdottir)
- Jason Merrells (Jules César)
- Ben Diskin (Voix originale de Beebo)